# Ли Хаонань
Ли Хаонань (кит. упр. 李•蒿楠, пиньинь Li Haonan, род. 1 августа 1981 года в г. Чанчунь, провинция Цзилинь) — китайский шорт-трекист. Участвовал на Олимпийских играх 2006 года, чемпион мира 2002 года в команде, многократный призёр чемпионатов мира. Окончил Сианьский архитектурно-технологический университет.

## Биография
Ли Хаонань в 19 лет участвовал на юниорском чемпионате мира в Варшаве и выиграл серебро на дистанции 500 метров и в эстафете, и в том же 2001 году попал в национальную сборную на командный чемпионат мира в Нобеяме, где сразу выиграл серебряную медаль. В 2002 году на командном чемпионате мира в Милуоки Ли взял золото вместе с Фэн Каем, Ань Юйлуном, Ли Цзяцзюнем и Ли Е
В марте 2002 года занял 3-е место на чемпионате мира в Монреале в эстафете и второе на Азиатских играх в Аомори, а в декабре занял 2-е место в беге на 500 м в Элитной Национальной лиге. В 2003 году завоевал серебряные медали эстафеты на Азиатских играх в Аомори и две бронзы на чемпионате мира в Варшаве в эстафете и на командном чемпионате мира в Будапеште. В сентябре выиграл в многоборье Национальную лигу.
Зимой 2004 года на 10-х Национальных зимних играх выиграл серебряные медали в беге на 500 м и в эстафете, а в многоборье занял 5-е место. В марте стал серебряным призёром чемпионата мира в Гётеборге на дистанции 500 м в эстафете. В ноябре одержал победу в многоборье в Национальной лиге, выиграв на трёх дистанциях. В сезоне 2004/05 на Кубке мира в корее выиграл в беге на 500 м, в Ханчжоу стал 2-м в беге на 500 м и в эстафете.
В 2005 году на очередном командном чемпионате мира в Чхунчхоне Ли выиграл бронзу вместе с командой и в Пекине на чемпионате мира занял 5-е место в эстафете. На следующий год в феврале на зимних Олимпийских играх в Турине с командой занял 5-е место в эстафете, в марте на чемпионате мира в Миннеаполисе вновь стал второй на 500 м и в эстафете, как и 2 года назад, а на командном чемпионате мира в Монреале вновь завоевал бронзовую медаль. На Кубке мира Ли участвовал с 2003 по 2009 года и завоевал 6 золотых, 9 серебряных и 4 бронзовые медали.